# 弘誓院 (柏市)
弘誓院（ぐぜいいん）は、千葉県柏市にある真言宗豊山派の寺院。

## 概略と沿革
9世紀初頭、行基によって開山された。
本尊の聖観世音菩薩坐像は、千葉県の文化財に指定され、60年ごとに開帳される秘仏である。
弘誓院には「間引きの絵馬」が奉納されていることで知られている。1847年（弘化4年）、弘誓院周辺の村人が巡礼のため、秩父の菊水寺を訪れた際に「子がえしの絵図」を見て、間引きの悪習を止めさせたい思いから奉納したという。

## 交通アクセス
- 東武バス柳戸バス停留所で下車、徒歩5分。